# Unité urbaine de Montastruc-la-Conseillère
L'unité urbaine de Montastruc-la-Conseillère est une unité urbaine française centrée sur la ville de Montastruc-la-Conseillère, département de la Haute-Garonne.

## Données globales
En 2010, selon l'Insee, l'unité urbaine de Montastruc-la-Conseillère est composée de deux communes, toutes situées dans l'arrondissement de Toulouse, subdivision administrative du département de la Haute-Garonne.
L'unité urbaine de Montastruc-la-Conseillère appartient à l'aire urbaine de Toulouse.

## Délimitation de l'unité urbaine de 2020
En 2020, l'Insee a procédé à une révision des délimitations des unités urbaines  de la France; celle de Montastruc-la-Conseillère est toujours composée de deux communes.

### Communes
Liste des communes appartenant à l'unité urbaine de Montastruc-la-Conseillère selon la nouvelle délimitation de 2020 et sa population municipale (liste établie par ordre alphabétique) :
| Nom                       | Code Insee | Département   | Statut       | Superficie (km2) | Population (dernière pop. légale) | Densité (hab./km2) | Modifier                                    |
| ------------------------- | ---------- | ------------- | ------------ | ---------------- | --------------------------------- | ------------------ | ------------------------------------------- |
| Garidech                  | 31212      | Haute-Garonne | banlieue     | 7,11             | 1 899 (2022)                      | 267                | modifier les données · modifier les données |
| Montastruc-la-Conseillère | 31358      | Haute-Garonne | ville-centre | 15,49            | 3 719 (2022)                      | 240                | modifier les données · modifier les données |

## Évolution démographique
L'évolution démographique ci-dessous concerne l'unité urbaine selon le périmètre défini en 2020.
| 1968  | 1975  | 1982  | 1990  | 1999  | 2007  | 2012  | 2014  | 2017  |
| ----- | ----- | ----- | ----- | ----- | ----- | ----- | ----- | ----- |
| 1 675 | 2 015 | 2 362 | 2 799 | 3 449 | 4 597 | 4 854 | 5 012 | 5 198 |

| 2018  | 2020  | 2022  | - | - | - | - | - | - |
| ----- | ----- | ----- | - | - | - | - | - | - |
| 5 354 | 5 534 | 5 618 | - | - | - | - | - | - |